# Nachleben Elvis Presleys

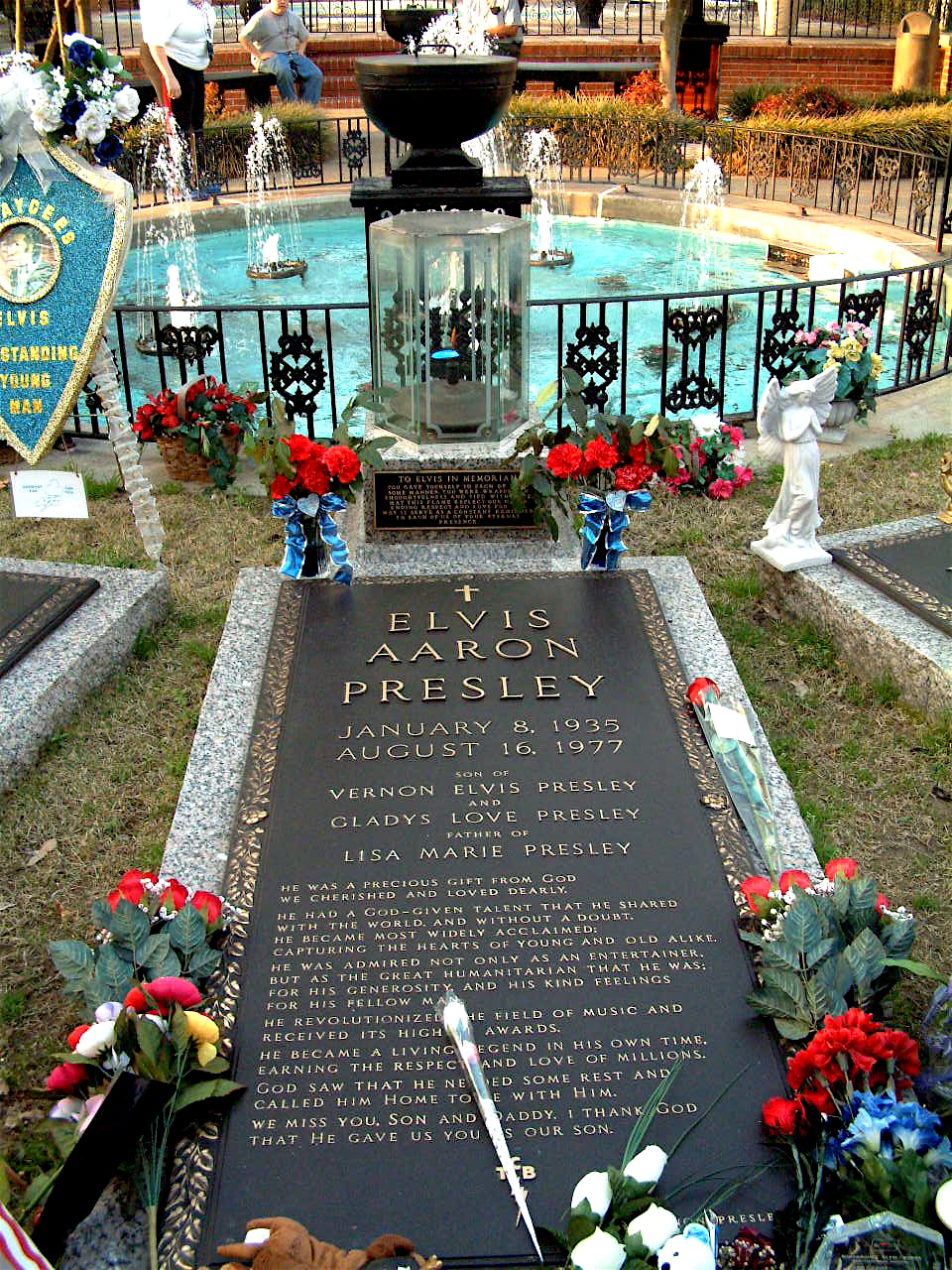
Presleys Grab im Meditation Garden von Graceland

Das Nachleben Elvis Presleys ist Gegenstand kultureller und geschichtlicher Forschung. Als Elvis Presley am 16. August 1977 im Alter von 42 Jahren überraschend starb, hinterließ er weder eine Autobiografie noch sonstige Aufzeichnungen, anhand derer man sich neben seiner Musik ein Bild über seine Person hätte machen können. Er schrieb zeitlebens nur sehr wenige Briefe, gab kaum Interviews und wenn, dann häufig im Zuge von Pressekonferenzen, die kaum den richtigen Rahmen für ein tiefer gehendes Gespräch bildeten. Fragen zu seinem Privatleben oder zu seiner politischen Haltung hatte er stets freundlich, aber bestimmt zurückgewiesen.

“For a dead man, Elvis Presley is awfully noisy. His body may have failed him in 1977, but today his spirit, his image, and his myths do more than live on: they flourish, they thrive, they multiply.”

Presley trat nie in Talkshows auf, verkehrte nur mit wenigen ausgesuchten Kollegen aus dem Entertainment und mied Veranstaltungen wie Preisverleihungen oder Prominentenpartys. Dies sei einfach nicht sein Ding, sagte er 1969, als er nach seiner Haltung zur Hollywoodgesellschaft gefragt wurde. Außer den Rahmendaten einer sehr erfolgreichen Karriere war bis 1977 in der breiten Öffentlichkeit wenig über den Mann aus Memphis bekannt. Dies ließ viel Raum für Spekulationen, die der Mythologisierung und letztlich auch Falschinformation über Presley Vorschub leisteten und die heute fester Bestandteil seiner Geschichte als Teil der Popkultur sind. In Untersuchungen zur amerikanischen Popkultur, die sich mit dem anhaltenden Phänomen Elvis Presley beschäftigen, wird daher die posthume Karriere Elvis Presleys ab 1977 als eigenständiges Thema gesehen.

## Von der Legende zum Mythos
„Als Elvis Presley starb“, formulierte der Musikjournalist Greil Marcus, „war dieses Ereignis so etwas wie eine Explosion, die in aller Stille stattfand, in Seelen und Herzen; das Ergebnis dieser Explosion waren vielerlei Fragmente, die langsam ans Licht kamen, Gestalt annahmen und sich im Laufe der Jahre immer wieder veränderten. Niemand […] hat die Allgegenwart, die Ausgelassenheit, das Abartige, das Schreckliche und das Amüsante dieses zweiten Lebens des Elvis Presley voraussehen können.“
Zu Lebzeiten bereits legendär, wurde Elvis Presley am 16. August 1977 zum Mythos. Sein Tod machte weltweit Schlagzeilen und für viele Nachrichtensendungen rund um den Globus war dieses Ereignis die Nachricht des Tages. Vielfach wurde vom „Ende einer Ära“ gesprochen. Die öffentliche Anteilnahme allein in den USA war so groß, dass die führenden TV-Sender ABC und NBC sogar ihre Abendnachrichten mit dem Tod des Entertainers aufmachten, während der Konkurrent CBS seine anfängliche Zurückhaltung in der Berichterstattung mit hohem Quotenverlust bezahlte. Fans machten sich zu Zehntausenden spontan auf den Weg zu seinem Hauptwohnsitz Graceland in Memphis, um Abschied von ihrem Idol zu nehmen. Radiosender änderten ihre Programme und spielten nonstop Elvis, während die Plattenläden einen Ansturm auf alles erlebten, was den Namen des Entertainers trug. In den ersten Monaten nach Presleys Tod sollen laut Billboard Magazin wöchentlich 20 Millionen Tonträger verkauft worden sein. 40 Presswerke waren parallel damit beschäftigt, die Nachfrage nach Presley-Platten zu stillen. Zeitweise war jede dritte in den USA verkaufte Platte eine von Elvis Presley.
Der unmittelbar einsetzende Medienhype konnte jedoch nicht darüber hinwegtäuschen, dass letztlich wenig über den Mann bekannt war, den Leonard Bernstein als die größte kulturelle Kraft des 20. Jahrhunderts bezeichnet hatte. Weder gab es eine Autobiografie Elvis Presleys noch eine fundierte, vollständige Biografie. Die New York Times, die stets Nachrufe auf bedeutende Persönlichkeiten für den Ernstfall bereithält, hatte keinen zu Elvis Presley. Ratlosigkeit herrschte auch in den eilig einberufenen Diskussionsrunden im amerikanischen Fernsehen. Während bei NBC eine Journalistenrunde über mögliche Gründe für das frühe Ableben Presleys spekulierte, konnte Chuck Berry, der keineswegs wie James Brown, Jackie Wilson und B.B. King eine persönliche Beziehung zu Presley hatte, im Sender ABC seine Genugtuung kaum verhehlen, den weißen Konkurrenten zumindest überlebt zu haben. Würdigungen wie die des Journalisten Charles Kuralt, der im Rahmen einer CBS-Sondersendung auf die kulturhistorische Bedeutung Elvis Presleys hinwies, waren in der Minderzahl.

### Kontroverse um Elvis Presleys Todesursache
Gefördert wurden die Spekulationen um Presleys frühen Tod vor allem durch das Buch Elvis What Happened (Elvis, was ist passiert, 1977). Drei ehemalige, u. a. mit Sicherheitsfragen beauftragte Angestellte Presleys veröffentlichten es nach ihrer Entlassung mit Unterstützung des Boulevardjournalisten Steve Dunleavy nur wenige Wochen vor Presleys Ableben. Der Entlassung der zum Teil langjährigen Mitarbeiter waren Klagen von Konzertbesuchern gegen Elvis Presley vorausgegangen. Offenbar hatten die drei Mitarbeiter mehrfach unangemessen brutales Verhalten gegenüber Fans gezeigt, woraufhin Presley geraten wurde, die drei aus seiner zunehmend professionellen Sicherheitsorganisation zu entfernen. Elvis What Happened konzentrierte sich in erster Linie auf das Privatleben Presleys, seine Affären, die gescheiterte Ehe, seine Vorliebe für Schusswaffen, Medikamentenmissbrauch und Ähnliches. Red West – einer der Autoren – soll sich später von der Veröffentlichung distanziert haben. Kurz vor Presleys Tod erschienen, bildete das Buch vor allem durch die Thematisierung des Medikamentenmissbrauchs eine Grundlage für die sich zwischen Medizinern entwickelnde Kontroverse um die Todesursache. Eine Kontroverse, die am 16. August 1977 ihren Anfang nahm, in der Medien eine große Rolle spielten und die sich über beinahe 20 Jahre sowie mehrere Gerichtsverfahren hinzog.

#### Die Ereignisse am 16. August 1977
Elvis Presley wurde am 16. August 1977 um 13:30 Uhr von seiner Freundin Ginger Alden leblos und in gekrümmter Haltung mit dem Gesicht nach unten auf dem Boden seines Badezimmers gefunden. Sofort wurden der Rettungsdienst und Hausarzt George Nichopoulos alarmiert, Freunde und Angestellte versuchten, erste Hilfe zu leisten. Nichopoulos entschied, Presley, der zu diesem Zeitpunkt keinen Herzschlag hatte, in das Baptist Memorial Hospital in Memphis einzuliefern. Da er dort bereits mehrfach in Behandlung gewesen war, hatte man seine Krankenakte, zudem verfügte das Krankenhaus über eine erstklassige Notaufnahme. Dort erwiesen sich jedoch alle Bemühungen, den Entertainer ins Leben zurückzuholen, als vergeblich. Nachdem der Tod festgestellt und Vernon Presley sowie der Rest der Familie informiert worden waren, begann der medizinische Untersuchungsbeauftragte (Chief Medical Investigator) Dan Warlick im Auftrag des staatlichen Leichenbeschauers (Shelby County Chief Examiner and Coroner) Jerry T. Francisco unverzüglich mit der Untersuchung des Fundorts.
Warlick konnte nach der Fundortbegehung Fremdverschulden schnell ausschließen. Aufgrund der Lage des Körpers konnte er rekonstruieren, dass Presley wahrscheinlich auf der Toilette saß, als er einen Anfall hatte, sich aus der sitzenden Haltung aufrichtete, ein bis zwei Schritte ging und dann vornüber zusammenbrach. Dabei biss er sich fast ganz durch die Zunge und atmete Partikel des Teppichbodens ein. Warlick und sein Team befragten alle Personen, die sich zum Todeszeitpunkt im Haus befunden hatten, und erfuhren so, dass das Hauspersonal nach Presleys Einlieferung Schlafzimmer und Bad weitgehend gereinigt hatte, weil es die Anweisung gab, dies stets sofort zu tun, wenn Elvis Presley das Haus verließ. Man war nicht davon ausgegangen, dass er tot war und daher nichts hätte angerührt werden dürfen. Warlicks Team suchte zudem nach Medikamenten, die Presley vor seinem Tod hätte genommen haben können, fand aber nichts.
Von den Angestellten erfuhr der Untersuchungsbeauftragte, dass Presley, der ein Nachtmensch war, gegen 1:30 Uhr morgens von einem Besuch bei seinem Zahnarzt zurückgekehrt war, danach mit seinem Sicherheitschef und seinem Tourmanager einen geschäftlichen Termin hatte, um Einzelheiten für die anstehende Tournee zu besprechen. Daraufhin hatte er mit seinem Cousin, dessen Frau und seiner Freundin eine Runde Squash in der hauseigenen Squashhalle gespielt. Etwa gegen acht Uhr morgens zog er sich mit seiner Freundin zurück, um zu schlafen, und rief dann eine auf dem Gelände von Graceland wohnende Krankenschwester an, die für die Ausgabe von Medikamenten an ihn und seinen schwer herzkranken Vater engagiert war, um ein zusätzliches Schlafmittel zu bekommen. Da Presley, der seit seiner Kindheit unter chronischer Schlaflosigkeit litt, in der Vergangenheit Schlaf- und Beruhigungsmittel überdosiert hatte, war sein Hausarzt Mitte der 1970er Jahre dazu übergegangen, ihm alle Medikamente nur selbst oder über eine Krankenschwester auszuhändigen, wenn Presley in Memphis oder auf Tournee war. Er erhielt unter anderem Medikamente gegen Schlaflosigkeit, Depression, ein chronisches Darmleiden (Megakolon), Diabetes Mellitus, Bluthochdruck, Arthritis, Probleme mit den Nieren und Folgen des Morbus-Reiter-Syndroms. Da Presley am Morgen des 16. August 1977 noch immer nicht schlafen konnte, zog er sich mit einem Buch (The Scientific Search For The Face Of Jesus von Frank Adams) in sein Bad zurück, wo er am frühen Nachmittag von seiner Freundin, die eingeschlafen war, gefunden wurde.
Da der Untersuchungsbeauftragte Dan Warlick Fremdverschulden als Todesursache ausschloss, gab es auch keine Veranlassung für eine staatliche Autopsie – ein ganz normaler Vorgang, der jedoch später von Journalisten als Hinweis auf eine Verschwörung gedeutet wurde, die wahren Hintergründe von Elvis Presleys Tod zu verschleiern.
Vernon Presleys Antrag auf eine private Autopsie wurde noch am selben Tag von George Nichopoulos bei den Pathologen des Baptist Memorial Hospital abgegeben. Da das dortige Pathologieteam um Muirhead bei einem so prominenten Fall über jeden Verdacht erhaben sein wollte, wohnte der Autopsie auch das Team um den staatlichen Leichenbeschauer Jerry T. Francisco in beratender Funktion bei. Die Autopsie begann mit der äußeren Inspektion des Körpers und suchte zunächst erfolglos auf sichtbare Verletzungen, Einstichspuren von Injektionsnadeln und Ähnliches ab. Man ging über zur innerlichen Untersuchung. Dabei konnten schnell einige für einen plötzlichen Tod typische Erkrankungen wie Lungenembolie, ein Aneurysma, Endokarditis oder eine Blutung ausgeschlossen werden. Man fand allerdings Arteriosklerose sowie Hypertrophie. Sehr auffällig war zudem der krankhaft stark vergrößerte Darm, der nicht nur erhebliche Schwierigkeiten bereitet haben musste, sondern den Entertainer auch viel übergewichtiger erscheinen ließ, als er es allem Anschein nach tatsächlich war.
Noch für denselben Abend hatten sich die Ärzte zu einer Pressekonferenz bereit erklärt. Obwohl die Autopsie bis zu diesem Zeitpunkt keine eindeutige Todesursache ergeben hatte und auch die Laboruntersuchungen noch nicht vorlagen, präsentierte Francisco als Sprecher des Ärzteteams den Medien den Stand der Erkenntnisse wie folgt :

“The ruling of the autopsy is that the cause of death is cardiac arrhythmia due to undetermined causes. There are several cardiovascular diseases that are known at the present [explanation of those]. It may take several days [to determine the cause of death]; it may take weeks. It may never be discovered. […] He was using medication to control his blood pressure and or a colon problem, but there is no evidence of any chronic abuse of drugs whatsoever.”

#### Die toxikologischen Untersuchungen 1977
Die Pathologen um Muirhead waren nicht begeistert von Franciscos Vorgehensweise, sahen sie doch ihren Ruf durch diese in ihren Augen voreilige Aussage gefährdet. Die Uneinigkeit der Pathologen und des Leichenbeschauers sollte in der Folge zu einem Expertenstreit und mehreren Prozessen führen, was sich über beinahe 20 Jahre hinzog. Zur toxikologischen Untersuchung wurden Blut- und Urinproben an zwei verschiedene Labore in Memphis gesandt. Bei beiden Untersuchungen wurden mehrere Medikamente, aber keine Drogen oder Alkohol gefunden (genaue Angaben zu den gefundenen Substanzen s. Fußnote).
Dieses Ergebnis befriedigte die Pathologen des Baptist Memorial Hospital nicht, so dass sie weitere Proben, versehen mit dem Decknamen Ethel Moore, an die Bio-Science Laboratories in Kalifornien sandten. Trotz des Decknamens ahnte man dort, um wessen Proben es sich handelte. Auch Bio-Science konnte nur diverse Schlaf- und Schmerzmittel, aber ebenfalls weder Drogen noch Alkohol nachweisen (zu den gefundenen Substanzen s. Fußnote). Dort folgte man nach Konsultation eines weiteren Toxikologen, Robert H. Cravey, der Argumentation, dass – bei Abwesenheit jeglicher anderen bedeutsamen Erkrankung, die den Tod verursacht haben könnte – wohl das Zusammenwirken der Medikamente, d. h. Polypragmasie, Presleys Tod herbeigeführt haben müsste (Wortlaut im Original s. Fußnote).

#### Autopsiebericht vs. offizielle Todesursache 1977
Die Einschätzung des Toxikologen Cravey übernahm das Bio-Science-Labor in seinen Abschlussbericht an die Pathologen des Baptist Memorial Hospital, die diesen wiederum in den Autopsiebericht übernahmen:

“(…) it is our view that death in the case of Baptist Memorial Hospital A77-160 resulted from multiple drug ingestion (commonly known as 'polypharmacy'). Of particular note is the combination of codeine, ethchlorvynol and barbiturates detected in body fluids and tissues. The levels in body fluids exceed some other known identifiable multi drug overdose cases where codeine has been implicated.”

Die Aussage Robert H. Craveys, dass keine ausreichende Erklärung für den Tod Elvis Presleys durch andere Erkrankungen vorlag, stand im Widerspruch zu den Ergebnissen der morphologischen Untersuchung, die im Autopsiebericht direkt unter der toxikologischen aufgeführt wurde. Hier wurde die Herzerkrankung ausführlich beschrieben und ferner auch auf die Stoffwechselerkrankung Alpha-1-Antitrypsin-Mangel eingegangen, die man bei Elvis Presley bei früheren Krankenhausaufenthalten unter Hinzuziehung der Mayo Clinic diagnostiziert hatte:

“Several major abnormalities of the cardiovascular system were revealed by the autopsy examination. There are significant cardiac hypertrophy (heart weight 520 gm.) due principally to left ventricular hypertrophy without dilation. Moderate amounts of coronary atherosclerosis were present in all major coronary arteries. The degree of coronary luminal narrowing was impressive when the subject's age is considered. Study of the intrarenal arterial system demonstrated rather marked arteriolar sclerosis manifested by hyalinization and hyperplastic changes. Obsolete glomeruli and focal atrophy and fibrosis indicated some degree of nephrosclerosis. The cardiac hypertrophy and renal arteriosclerosis and nephrosclerosis result usually from significant hypertension. Coronary atherosclerosis is known to be aggravated by hypertensive disease.”

“Additional comment: Clinical studies, conducted earlier, indicated that the subject had a antitrypsin deficiency. This abnormality in the serum was demonstrated on two occasions at Baptist Memorial Hospital and on one occasion by a sample transmitted to the Mayo Clinic. The Mayo Clinic typed the subject as MS.”

Im Oktober 1977 teilten die Pathologen des Baptist Memorial Hospital Vernon Presley in Abwesenheit von Hausarzt Nichopoulos mit, dass Polypragmasie Ursache für den Tod seines Sohnes war. Ferner ließen sie gegenüber der örtlichen Presse ihre Ergebnisse des privaten Autopsieberichtes durchsickern. Nichopoulos ahnte nichts von diesen Vorgängen (zumal ihm der vollständige Autopsiebericht auch nicht zugesandt wurde); er hatte bereits in Rücksprache mit Francisco den Totenschein auf Basis der offiziellen Todesursache ausgestellt, damit Vernon Presley sich um den Nachlass seines Sohnes kümmern konnte. Francisco hatte, nachdem er die offiziellen Toxikologieergebnisse der Memphis-Labore vorliegen hatte, seinerseits Rücksprache mit zwei weiteren unabhängigen Toxikologen aus anderen Staaten der USA gehalten, die mehrheitlich seine Sicht bestätigten. Daraufhin gab Francisco am 21. Oktober 1977 das Ergebnis der Untersuchungen zur Todesursache Elvis Presleys bekannt, die nicht mit der Einschätzung der Berater der Pathologen des Baptist Memorial Hospital übereinstimmte:

“The investigation of the death of Elvis Presley by the Office of the Shelby County Medical Examiner has been completed. The death certificate has been signed and filed with the Memphis and Shelby County Health Department. The cause of death has been ascribed to Hypertensive Heart Disease with Coronary Artery Heart Disease as a contributing factor. The autopsy report from the Pathology Department of Baptist Memorial Hospital, which includes the toxicology results, was completed October 18, 1977 and has been reviewed. All of the findings have been discussed by the staff of the Section of Forensic Pathology at the University of Tennessee Center for the Health Sciences. This includes 3 Forensic Pathologists and 1 Toxicologist. The toxicology findings have also been discussed with 2 other Toxicologists in the United States. It is the considered opinion of all of the Forensic Pathologists and 2 of the 3 Toxicologists that there is no evidence the medication present in the body of Elvis Presley caused or made any significant contribution to his death. The third Toxicologist was of the opinion that all medications were in the therapeutic range and individually did not represent an overdose. All the Toxicologists agreed that the decision of whether these medications played any role in death causation should be left to the Forensic Pathologist. All of the medications present had been prescribed by his doctors. There was an extensive search for illicit drugs and they were not found to be present.”

#### Journalisten des Fernsehsenders ABC ermitteln (1979)
Zwei Jahre lang ruhte der Fall – bis die beiden Journalisten Thompson und Cole auf der Suche nach einem möglichst medienwirksamen Thema, das die schwächelnden Einschaltquoten des Magazins 20/20 beim Sender ABC aufbessern sollte, beschlossen, sich des Todesfalls Elvis Presleys anzunehmen. Da Cole in Memphis lebte, begannen sie dort ihre Recherchen und stießen im Archiv der Tageszeitung Commercial Appeal auf einen älteren Artikel, in dem die Ungereimtheiten rund um die Autopsie thematisiert waren. Zudem fanden sie hier Auszüge aus dem Bio-Science-Laborbericht, den offensichtlich Pathologen des Baptist Memorial Hospital an die Zeitung weitergeleitet hatten. Unterstützt von dem Sensationsreporter Geraldo Rivera kontaktierten sie daraufhin einige ehemalige Angestellte Elvis Presleys und seine Ärzte, vor allem George Nichopoulos, um ihre Theorie von einer Medikamentenüberdosis zu belegen. Von den ehemaligen Angestellten erwiesen sich jedoch nur drei – Marty Lacker sowie David und Ricky Stanley – als ergiebige Quelle. Alle drei versuchten, einen ähnlichen Bucherfolg wie Elvis What Happened zu erzielen, indem sie entweder gerade ihr erstes eigenes Buch über Elvis Presley veröffentlicht hatten oder noch daran schrieben, aber in jedem Fall die Publicity der ABC-Journalisten gut gebrauchen konnten. Sowohl Lacker als auch die Stanleys machten den Journalisten gegenüber keinen Hehl aus ihrer eigenen Medikamenten- (Lacker) oder Drogenabhängigkeit (David Stanley). Lacker brachte klar zum Ausdruck, Elvis sei wie er abhängig gewesen und durch Ärzte wie Max Shapiro und Nichopoulos, den er als seine eigene Hauptquelle für Medikamente nannte, in die Abhängigkeit geraten. Lacker war auch die erste Quelle, die außerordentlich große Mengen angeblich von Nichopoulos verschriebener Tabletten (in seinem Fall 13.000 in vier Jahren) ins Spiel brachte. In dem späteren Prozess gegen Nichopoulos hielt Lacker seine Aussage allerdings nicht aufrecht.
Am 13. September 1979 sendete ABC den ersten Teil ihres besonders sensationell aufgemachten Berichts The Elvis Cover-Up (Die Elvis-Verschwörung), in der Thompson, Cole und Rivera behaupteten, Elvis Presley sei an einer Überdosis Medikamente gestorben, in Gang gesetzt durch verantwortungslose Ärzte wie Nichopoulos, die Unmengen davon verschrieben hätten. Nichopoulos und Ghanem – Presleys Arzt in Las Vegas – wurden in zusammengeschnittenen Interviews als „Elvis-Verschwörer“ vorgeführt, Ghanem mit der Aussage, Presley hätte wie viele Leute im Showgeschäft Schlafmittel, aber weder Drogen noch Alkohol konsumiert. Rivera, Thompson und Cole fanden zudem Ärzte wie Noel Florendo, die – ohne Presley je untersucht zu haben – allein aufgrund der Auszüge aus dem Bio-Science Laborbericht vor der Kamera zu dem Schluss kamen, er sei garantiert nicht an einem Herzanfall verstorben. Leichenbeschauer und Pathologe Cyril Wecht aus Pittsburgh sagte den Journalisten ganz direkt, Medikamente hätten Elvis Presley getötet. The Elvis Cover-Up war mit fast 17 Millionen Zuschauern eine der erfolgreichsten TV-Sendungen der Saison, was ABC einen Vorsprung vor der Konkurrenz CBS verschaffte.

#### Anhörung und Prozess gegen George Nichopoulos (1980/81)
Die Fernsehsendung führte für George Nichopoulos zu einer Anhörung vor dem Tennessee Board of Medical Examiners, in der er beschuldigt wurde, Elvis Presley, Jerry Lee Lewis und 18 weiteren Patienten (inklusive Nichopoulos selbst und seiner Tochter) absichtlich zu hohe Dosen verschreibungspflichtiger Medikamente verabreicht zu haben. In den letzten achtzehn Monaten seines Lebens soll Elvis Presley, so die Anklage, 196 Rezepte über 17 verschiedene Medikamente von Nichopoulos erhalten haben. Auch wenn noch andere Fälle von Verschreibungsmissbrauch verhandelt wurden, so war doch schnell klar, dass Presleys Fall im Mittelpunkt der Ermittlungen stand, ihm war auch das große Medieninteresse bei der öffentlichen Anhörung geschuldet. Unmittelbar vor der Anhörung hatten die Journalisten Thompson und Cole über ABC erfolglos auf die Herausgabe des privaten Autopsieberichtes geklagt, um die Argumentation der Anklage zu stützen und Leichenbeschauer Francisco zur Änderung der offiziellen Todesursache zu bewegen. Wegen dieser Klage durften per Gerichtsbeschluss keinerlei Informationen aus dem Autopsiebericht in die Anhörung einfließen. Schon 1977 hatten erstmals Journalisten des National Enquirer vergeblich versucht, durch Bestechung und Diebstahl an den Autopsiebericht zu kommen.
In der Anhörung schilderte George Nichopoulos selbst, wie er Patienten mit Abhängigkeitsproblematik – im Falle von Presley wesentlich hervorgerufen durch seine chronischen Schlafstörungen und schmerzhafte Erkrankungen – behandelte, indem er ihren Medikamentenkonsum steuerte und möglichst häufig Placebos verabreichte. Im Falle Presleys nahm er zudem Kontakt mit anderen Ärzten auf, um sie auf das Problem aufmerksam zu machen und die postalische Zusendung von Medikamenten zu unterbinden. In der Anhörung sagten neben einer Vielzahl von Ärzten auch erfolgreich behandelte Patienten aus, beispielsweise Alan Fortas, Entourage-Mitglied und Angestellter Elvis Presleys in den 1960er Jahren, den Nichopoulos von seiner Medikamentenabhängigkeit geheilt hatte. Aus Elvis Presleys Umfeld sagten ferner die Ex-Freundin Sheila Ryan sowie Produzent Felton Jarvis, Road-Manager Joe Esposito, dessen Ex-Freundin Shirley Dieu und die Krankenschwester Tish Henley aus. Ihre Aussagen bestätigten die Angaben über Elvis Presleys gesundheitliche Probleme – vor allem seine Schlaflosigkeit – und dass Nichopoulos die Medikamente unter Verschluss hielt, ferner den Einsatz von Placebos sowie den Punkt, dass die verschriebenen Medikamente nicht alle für Elvis Presley waren, sondern der Versorgung der bis zu 100-köpfigen Tourneegruppe der Elvis Presley Show diente. Shirley Dieu, von 1974 bis 1977 Teil der Entourage, sagte auf Nachfrage aus:

“I know that he [Elvis] was on medication, but I never felt or got the impression that he was getting 'high', so to speak. Normally if he would take medication, he would go right to bed and it was for that reason. As far as recreation purposes, I never recalled anyone sitting around, smoking marijuana or taking any type of drugs or pills. He [Elvis] didn't allow any alcohol or marijuana around. If he found out about it, he would be really upset… The guys would have lost their jobs.”

Diese Aussage stützten auch Ärzte wie Gastroenterologe Lawrence Wruble, der Presley wegen seiner Magen-Darm-Probleme behandelt hatte. Ehemalige Angestellte und Freunde bestätigten ferner die Großzügigkeit des Entertainers, der gerne teure Geschenke machte und auch Geld verlieh, was im Zusammenhang mit einem Darlehen bis zu 200.000 Dollar, welches Elvis Presley Nichopoulos 1976 für den Bau eines Eigenheims gewährt hatte, die Neugier der Kommission erregte.
Da Robert Cravey – der Toxikologe, der die Polypragmasie-These ganz wesentlich mit in Gang gesetzt hatte – nicht selbst für die Anklage aussagen konnte oder wollte, ferner der Chefpathologe des Baptist Memorial Hospital nicht aussagen durfte, suchte man nach anderen Stimmen, die die Polypragmasie-These stützten und fand sie unter anderem in dem Pharmakologen Raymond Harbison, der aussagte, dass die Verschreibung von Medikamenten wie Quaalude medizinisch nicht angemessen sei, da sie, wenn über einen längeren Zeitraum verschrieben, zu Abhängigkeit führen könnten. Die Verschreibungen von Nichopoulos für Elvis Presley wären höchstens angemessen für einen Krebspatienten mit starken Schmerzen. Auch mit Bryan Finkle – Toxikologieexperte aus Utah – rechnete die Anklage, dieser verwies jedoch darauf, er sei in der TV-Sendung The Elvis Cover-up (Die Elvis-Verschwörung) von 1979 falsch zitiert worden und stützte alsdann seine Anfang 1978 in der Salt Lake City Tribune veröffentlichte Aussage, indem er darauf verwies, die Konzentration der in Presleys Körper gefundenen Medikamente sei nicht ausreichend gewesen, um den Tod herbeizuführen.
Am Ende wurde Nichopoulos von vielen Vorwürfen freigesprochen, seine Zulassung dennoch für drei Monate eingezogen, unter anderem da er in einigen Fällen aufgrund unvollständiger Krankenakten seine Vorgehensweise nicht nachvollziehbar belegen konnte. Damit war die Angelegenheit für Nichopoulos noch nicht abgeschlossen, da im Mai desselben Jahres der Staat Tennessee Anklage gegen ihn erhob, ebenfalls wegen unangemessener Medikamentenverschreibung an Patienten, darunter Elvis Presley und Jerry Lee Lewis. In diesem Verfahren war Forest Tennant, ein Spezialist einer der führenden Schmerzkliniken in den USA, ein wichtiger Zeuge mit der Aussage, dass Nichopoulos’ Vorgehensweise, Patienten mit Abhängigkeitsproblemen zu behandeln, unter Umständen die einzige erfolgversprechende Methode sei. Das Verfahren endete mit einem Freispruch für Nichopoulos, der in den Folgejahren weiter praktizierte und sich unter anderem auf die Behandlung von Aids-Patienten spezialisierte.

#### Erneute Ermittlungen und abschließende Bewertung der Todesursache (1991–1994)
1991 veröffentlichten die Journalisten Thompson und Cole, die nach dem Tode eines der Pathologen des Baptist Memorial Hospital nun doch in den Besitz des vollständigen Bio-Science-Toxikologieberichtes von 1977 gekommen waren, ihr Buch The Death of Elvis, in dem sie Behauptungen aus The Elvis Cover-Up erneut auf den Tisch brachten. Dies sowie lokalpolitische Bestrebungen, Leichenbeschauer Francisco des Amtes zu entheben, veranlasste die Shelby County Kommission des Staates Tennessee, den Fall Elvis Presley, die Umstände seines Todes und vor allem die Frage, ob Francisco Elvis' Totenschein gefälscht hatte, 1994 doch noch einmal zu prüfen. Man beauftragte zu diesem Zweck Joseph Davies von der Miami School of Medicine in Florida, der in einer langen Karriere mehr als 20.000 Autopsien durchgeführt hatte, mit der Prüfung aller 1977 durch das Baptist Memorial Hospital zusammengetragenen Autopsieunterlagen inklusive des Toxikologieberichts von Bio Science. Joseph Davies führte nach Prüfung der Unterlagen aus, dass viele der aufgelisteten Substanzen keine kurz zuvor eingenommenen psychoaktiven Substanzen, sondern vielmehr Abbauprodukte waren, so dass nicht – wie 1977 von den Pathologen des Baptist Memorial Hospital angenommen – eine kurz vor dem Tod konsumierte Kombination bedenklicher Mengen vorlag. Unmissverständlich urteilte Davies (wie vor ihm schon 1977 die Untersuchung des Shelby County Medical Examiner), dass Medikamente auf keinen Fall den Tod von Elvis Presley herbeigeführt hätten und schloss:

“It takes hours to die from drugs. Elvis would have slipped into an increased state of slumber. The scene itself told what happened to Elvis. [It was] a textbook case of a heart attack.”

Die zentrale Aussage, dass Medikamente beim Tod Presleys keine Rolle spielten, wurde auch von dem Toxikologen Merigian sowie von dem Arzt Brookoff gestützt. Merigian nahm zudem eine ausführliche Einzelanalyse der von Bio-Science in Presleys Körper gefundenen Substanzen vor, die erstmals 1994 veröffentlicht wurde und die er 2009 noch einmal bekräftigte (vollständige Einzelanalyse siehe Fußnote). Die Analyse ergab, dass alle Substanzen bis auf Quaalude in so geringen Mengen vorhanden waren, dass sie keine bedenklichen Folgen gehabt haben konnten. Zudem identifizierte er eine Reihe Substanzen als sekundäre Inhaltsstoffe, was die Anzahl der eingenommenen Medikamente weiter reduzierte. Quaalude war als einziges Medikament in höherer Dosis vorhanden, jedoch der Einschätzung Merigians nach immer noch unter der niedrigsten bekannten bedenklichen Dosis. Merigian kam zu folgendem Schluss:

“The reality is there were a lot of drugs identified as trace amounts or metabolites. None of these drugs in and of or by themselves would have caused a problem. I totally disagree with that [Bio-Science Lab report] conclusion. His death is not a result of multiple drug ingestion. I think they are trying to put a square peg in a round hole. A person would have a better chance of being struck by lightning than succumbing to cardiac arrhytmia from drugs in these concentrations. […] Any scenario is probably more likely than a drug overdose.”

Dwight Reed – ein weiterer Berater der Bio-Science-Toxikologen von 1977 – distanzierte sich später von der Polypragmasie-Aussage, indem er sagte, diese sei nicht mehr als eine Vermutung, eine Meinung, nicht aber als Tatsache zu verstehen gewesen. Trotz all dieser neueren Aussagen findet sich bis heute in vielen Biographien und Büchern über Elvis Presley die Todesursache Polypragmasie, so auch in der wohl bekanntesten, Careless Love von Peter Guralnick, die sich in ihrer Schlussfolgerung ausschließlich auf Thompson und Coles Buch The Death of Elvis und die dort dargestellte Bewertung des Bio-Science-Laborberichts von 1977 stützt, die Untersuchung von Davies oder die Erkenntnisse Merigians aber nicht erwähnt. Zu Davies' eigenem Bedauern darf sein ausführlicher Bericht von 1994 aus gesetzlichen Gründen nicht veröffentlicht werden, noch darf er sich detailliert über die Inhalte seines Berichts äußern. Wäre dies anders, so Davies, könnten weitverbreitete Missverständnisse endlich ausgeräumt werden.
Nichopoulos profitierte nicht von der 1994 durch Davies vorgenommenen Bewertung der Todesursache Elvis Presleys. Das Tennessee Board of Medical Examiners begann im Nachgang zur Veröffentlichung von Thompson und Coles Buch 1991 und einem anonymen Hinweis erneut gegen ihn zu ermitteln wegen der Verschreibung von Medikamenten an seine Patienten, darunter viele Schmerz- sowie AIDS-Patienten. Als der Fall sich bereits vier Jahre ohne durchgreifende Erkenntnisse hinzog, mittlerweile war der Gegenstand der Untersuchung auf einen prominenten Fall bzw. die Verschreibung von Methadon an Jerry Lee Lewis geschrumpft, bot die inzwischen teilweise neu besetzte Kommission ihm 1995 einen Vergleich an, den er ablehnte. Daraufhin wurde dem zu diesem Zeitpunkt 68-jährigen Arzt die Approbation entzogen (Wortlaut s. nächste Fußnote). Laut Nichopoulos hatte keiner der Kommissionsärzte ausgewiesene Erfahrung in der Behandlung von Patienten mit chronischen Schmerzen oder Drogen-/Medikamentenabhängigkeit. Rock-’n’-Roll-Legende Jerry Lee Lewis bezeichnet seinen ehemaligen Arzt bis heute als seinen Freund, der ihm durch schwere Zeiten geholfen und vielleicht sogar das Leben gerettet hat.

#### Neuere Thesen zur Todesursache (2009)
Eine weitere These für Elvis Presleys Todesursache formulierten die Darmspezialisten Chris Lahr und Thomas Abell im Jahr 2009. Sie waren sich aufgrund der Berichte über Presleys chronische Darmprobleme und sein Erscheinungsbild sicher, dass ein Darmverschluss (colonic inertia, paralytischer Ileus), eventuell hervorgerufen durch eine erbliche Disposition mütterlicherseits, und ein resultierender Megacolon im Zentrum dieser Frage stand. Presley hatte laut den beiden Spezialisten viele Symptome, die für dieses Krankheitsbild typisch sind: heftiges Schwitzen, Aufgedunsenheit, starke Gewichtsschwankungen, Schwächegefühl, Migräne, langsame Darmtätigkeit, Unterleibsschmerzen. Im Endstadium der Erkrankung helfen laut Abell und Lahr Medikamente nicht mehr, und es bleibt nur noch die Operation, die partielle oder komplette Entfernung des Darms.
Eine Colektomie war 1975 von Nichopoulos unter Hinzuziehung eines Spezialisten auch in Erwägung gezogen, jedoch als zu risikoreich abgelehnt worden, zumal Elvis Presley negative Auswirkungen auf seine Karriere befürchtete. Man schätzte das Krankheitsbild falsch ein und ging davon aus, die Darmbeschwerden seien schlicht eine Nebenwirkung verabreichter Medikamente, was die Darmspezialisten Abell und Lahr nach heutigen Erkenntnissen und aufgrund der Art der Erkrankung jedoch für unwahrscheinlich halten. Das Krankheitsbild deutet vielmehr auf Morbus Hirschsprung hin. Bereits in den 1980er Jahren vertraten einige Leute die Ansicht, dass Presleys tödlicher Herzanfall wahrscheinlich durch ein sogenanntes Valsalva-Manöver beim Stuhlgang ausgelöst wurde, da schon der morphologische Teil der Autopsie einen hochgradig dysfunktionalen Darm ergeben hatte.
Dan Warlick – der medizinische Untersuchungsbeauftragte von 1977 – hat mehrfach auf Presleys genetische Veranlagung, die auffällig hohe Sterblichkeitsquote von Familienmitgliedern mütterlicherseits in ihren Vierzigern hingewiesen und 2009 noch einmal bestätigt:

“I hope I can make this clear for the last time. Elvis Presley did not die of a drug overdose… It makes a better story [for the media], but it’s not true. That poor guy had issues with his physiology that were in large part genetic.”

### Elvis Presley in Literatur, Musik und Film

#### Biografien und Pseudobiografien
Das Buch Elvis What Happened? (Elvis, was ist passiert?), das die drei ehemaligen, unter anderem mit Sicherheitsfragen betrauten Mitarbeiter Red West, Sonny West und Dave Hebler kurz vor Presleys Tod 1977 gemeinsam mit dem Sensationsjournalisten Steve Dunleavy herausgebracht hatten, gab den Startschuss zu einer langen Reihe pseudobiographischer Buchveröffentlichungen. Denn hatte Elvis What Happened? vor Presleys Tod außerhalb von Fankreisen kaum Beachtung gefunden, so wurde es unmittelbar danach zum Millionenseller. Der Erfolg hatte eine Fülle von anekdotenhaften Publikationen weiterer so genannter Freunde, Verwandter, ehemaliger Angestellter sowie flüchtiger Bekannter Presleys zur Folge, welche meist wenig mehr als die subjektive Sichtweise des jeweiligen Autors kolportierten und lückenhaft recherchiert waren.  Die Dominanz dieser Buchpublikationen bei gleichzeitigem Fehlen von Aussagen wirklicher Insider verhinderte lange Zeit eine ernsthafte Auseinandersetzung. Elvis Presleys Manager Colonel Tom Parker beispielsweise hat bis zu seinem Tod weder ein Buch geschrieben noch ein umfassendes Interview gegeben und begründete seine Zurückhaltung 1993 mit der Aussage, er habe bislang alle Angebote abgelehnt, da er sich keinesfalls an der Art Sensationsjournalismus beteiligen wolle, der Verlagen hohe Auflagen garantiere.
Diese Situation änderte sich zunächst auch nicht mit den ersten als Biografien gehandelten Buchveröffentlichungen Außenstehender in den 1980er Jahren. Albert Goldmans Bestseller Elvis (1981) gilt aufgrund seiner vielen sachlichen Fehler, nachgewiesenerweise erfundenen Geschichten, rassistischer Äußerungen und offensichtlichen Defizite bei der Darstellung musikhistorischer Zusammenhänge bei Fachleuten als überholt. Goldman wurde zudem von zwei in der Veröffentlichung zitierten Mitgliedern aus Elvis Presleys Entourage erfolgreich wegen Verleumdung und Verdrehung von Tatsachen verklagt. Dennoch finden sich bis heute in Artikeln über den Entertainer noch immer Versatzstücke aus Albert Goldmans Bestseller, die Presley im Wesentlichen als minderbemittelten, unbegabten Glücksritter niederster Abstammung darstellte, der es allein aufgrund der Fähigkeiten seines Managers zu Ruhm gebracht hatte, um dann ein Leben im Exzess frühzeitig zu beenden.  Als nur wenig faktentreuer als Goldmans Veröffentlichung gilt Jerry Hopkins Versuch einer Biographie mit Elvis: The Final Years. Eine erste grundlegende musikalische Würdigung Presleys veröffentlichte 1982 Musikjournalist Dave Marsh mit Elvis, während Elaine Dundy 1985 mit Elvis und Gladys eine gut recherchierte Biografie Elvis Presleys in jungen Jahren herausbrachte.
Erst mit Beginn der 1990er Jahre gab es neben weiteren Enthüllungsbüchern – stellvertretend genannt sei hier Alanna Nashs Revelations from the Memphis Mafia (Enthüllungen der Memphis Mafia) – zunehmend Autoren, die sich ernsthaft mit Presleys Leben und Wirken befassten. Exemplarisch genannt sei Bill Burk mit seinen detailreichen Bänden über Presleys Kindheit in Tupelo, seine Schulzeit in Memphis sowie die ersten musikalischen Gehversuche. Der Autor konnte offensichtlich von seiner langjährigen Tätigkeit als Tageszeitungsjournalist in Memphis und den persönlichen Kontakten (auch zu Presley selbst) aus dieser Zeit profitieren. Als umfassende Biografie Elvis Presleys gelten heute jedoch die beiden umfangreichen Bände Last Train to Memphis (1994) und Careless Love (1999), die Musikjournalist und Autor Peter Guralnick veröffentlichte. Vor allem der erste Band, der sich mit den Jahren 1935 bis 1958 beschäftigt, wurde vielfach gelobt und u. a. in den USA als Buch des Jahres ausgezeichnet. Der zweite Band der Biografie, der die Jahre 1959 bis 1977 behandelt, wird von Fachleuten jedoch durchaus kritisch gesehen, vor allem wegen der als zu subjektiv empfundenen Darstellung von Presleys Leben und Karriere nach seiner Armeezeit, die bereits im Untertitel des Bandes „The Unmaking of Elvis Presley“ (dt. Der Abgesang) anklingt. Diese Bewertung der Karriere Presleys erstaunt jedoch nicht, zeichnete sie sich laut Greil Marcus doch schon in früheren Publikationen Guralnicks wie Lost Highway (1979) durch eine generelle Ablehnung der Kommerzialisierung von Musik ab, die u. a. in einer ideellen und musikalischen Vorliebe für den ‚ursprünglichen‘, noch wenig bekannten Elvis der Sun-Jahre resultierte.
Die Perspektive Guralnicks wird neben Greil Marcus von weiteren Fachleuten (u. a. Prof. Richard Middleton, Simon Frith, Daniel Wolff), die sich mit Presleys Karriere und seinen Einfluss auf die Musikwelt beschäftigt haben, als zu einseitig bewertet. Daniel Wolff z. B. hält Ernst M. Jorgensens Ansatz, Presleys Biografie in A Life in Music (1998) bzw. dessen Vorläufer Reconsider Baby (1984) entlang der Aufnahmesessions zu entwickeln, d. h. dicht an die gesamte musikalische Entwicklung Presleys anzulehnen, für den treffenderen Ansatz. Marc Hendrickx Elvis A. Presley: Die Musik, der Mensch, der Mythos (erstmals 1993) hingegen überzeugt vor allem durch die Fülle an Informationen über Presleys nationale und internationale Veröffentlichungen, Konzerte, Filme, Verkaufszahlen, Chartpositionen, Auszeichnungen sowie Listung der Veröffentlichungen über ihn, die in chronologischer Reihenfolge einen umfassenden Einblick in die Karriere des erfolgreichen Musikers und sein Vermächtnis ermöglichen.

#### Der King als literarische Figur
Neben der Vielzahl von Büchern, die sich mehr oder minder substantiell mit der Biografie Elvis Presleys beschäftigen, gibt es zudem eine große Zahl an literarischen, musikalischen sowie filmischen Arbeiten, die den King zum Thema haben. Ein bekanntes Beispiel für eine erste fiktive Bearbeitung der Ereignisse rund um Presleys Ableben 1977 ist Gail Brewer-Giorgios Roman Orion (1979), in dem die Autorin die Lebensgeschichte des fiktiven Rockstars Orion Eckley Darnell erzählt, der seinen Tod fingierte, um dem Druck seiner Superstar-Existenz zu entfliehen. Der Roman – heute nur noch wenigen als solcher ein Begriff – stellte den Auftakt zu einem Thema, das sich – von den Medien aufgegriffen – schnell zu einem Selbstläufer entwickelte und bis heute regelmäßig für reichlich Belustigung sorgt: das ‚Elvis-lebt-Phänomen‘. Dem Roman ließ die Autorin 1987 ein weiteres Buch, diesmal mit direkterem Elvis-Bezug, unter dem Titel The Most Incredible Elvis Story Ever Told (Die unglaublichste Elvis-Geschichte, die jemals erzählt wurde) folgen. Dieser zweite Buchtitel erschien 1988 erneut unter dem Titel Is Elvis Alive?, versehen mit einer Audiokassette, auf der Elvis angeblich zu hören war. Im Zug dieser Veröffentlichungen gewann das „Elvis-lebt-Gerücht“ ein solches Eigenleben – der King wurde regelmäßig irgendwo auf der Welt gesichtet –, dass es die Berichterstattung über ihn bis in die 1990er hinein stark dominierte.

### Die musikalische Renaissance ab den 1990er Jahren
In den 23 Jahren seiner Karriere hatte Elvis Presley 711 verschiedene Songs veröffentlicht, die auf etwa 60 Originalalben, 29 Extended Plays und einer kaum zu überblickenden Anzahl an Greatest-Hits-, Budget- sowie Lizenzveröffentlichungen von Fremdfirmen erschienen waren. Eine Vielzahl von Aufnahmen blieb zu Lebzeiten aber auch unveröffentlicht, darunter Alternativversionen von bereits publizierten Songs. Ferner existierte eine beträchtliche Anzahl an Konzertmitschnitten sowohl als Soundboard als auch Audience Recordings (Mitschnitte von Konzertbesuchern) sowie Privataufnahmen.
Dieser umfangreiche musikalische Nachlass wurde in den späten 1970er und 1980er Jahren von Presleys Plattenfirma RCA jedoch kaum genutzt. Ein Grund dafür war der fehlende Überblick über den tatsächlichen Bestand in den umfangreichen, schlecht dokumentierten und über die USA verstreuten Archiven. Zudem unterschätzten die Verantwortlichen bei RCA den potentiellen Markt für Elvis-Veröffentlichungen und setzten weiterhin auf die Strategie, bereits Bekanntes neu zusammenzustellen, oft auch ohne Rücksicht auf künstlerische Aspekte, wofür die LP Elvis Sings for Children and Grownups Too ein Beispiel ist. Zwar sorgte Presley auf diese Weise auch posthum für regelmäßige Einnahmen, hatte aber ansonsten kaum Priorität für das Label:

“Elvis was really almost forgotten. It was recognized that if you put out an Elvis release you’d make some money, but there was no effort to match the quality of the product with Presley’s artistry.”

Als Folge dieser Unternehmenspolitik taten sich die Sammler in der großen Fangemeinde Presleys zunehmend auf dem florierenden „grauen Markt“ um, wo es Studioaufnahmen und Konzertmitschnitte aller Art in Form von Schwarzkopien und Import-Veröffentlichungen zu kaufen gab (und bis heute gibt).
Die Situation änderte sich erst, als RCA Ende der 1980er Jahre von der Bertelsmanngruppe (BMG) aufgekauft wurde und der Historiker Ernst M. Jorgensen, der Leiter der dänischen RCA-Niederlassung, den Auftrag erhielt, gemeinsam mit dem britischen Kollegen Roger Semon den Presley-Katalog auf Vordermann zu bringen. Der Musikliebhaber Jorgensen hatte bereits als Schüler in den 1960er Jahren begonnen, über Elvis Presleys Aufnahmesessions zu recherchieren, und 1975 mit Elvis Recording Sessions eine erste Version seines 1998 erschienenen Standardwerks Elvis Presley. A Life in Music herausgebracht. Durch intensive und systematische Suche in den verschiedenen Archiven RCAs katalogisierte er vorhandene Aufnahmen – um verschollenes Material aufzuspüren, nahm er mit ehemaligen Musikern und Mitarbeitern der verschiedenen Aufnahmestudios Kontakt auf. Unter teilweise recht abenteuerlichen Umständen kaufte er sodann wichtige Aufnahmen zurück, die ihren Weg in den „grauen Markt“ gefunden hatten.
Als Ergebnis dieser Arbeit wurde 1992 zunächst die hochwertig aufgemachte 5-CD-Box The King of Rock ’n’ Roll: The Complete 50’s Masters präsentiert, die in digital bearbeiteter Fassung alle von Presley zur Veröffentlichung freigegebenen Master sowie unveröffentlichtes Material aus den 1950er Jahren beinhaltete. Die Box war mit einem umfangreichen Booklet ausgestattet, das neben einem Einführungstext vom Elvis-Biografen Peter Guralnick auch eine detaillierte Diskographie enthielt. Dadurch brach sie bezüglich Systematik und Preis mit der bisherigen Ausgabepraxis von Elvis-Kompilationen und war nicht nur kommerziell ein großer Erfolg: Sie re-etablierte Elvis Presley auch in Kritikerkreisen als bedeutenden Künstler. Jorgensen und Semon wurden für ihre Arbeit für einen Grammy nominiert und erhielten den „Re-issue of the Year Award“ des Rolling Stone Magazins. Dem Erfolg der 1950er-Box folgten nach dem gleichen Konzept 1993 From Nashville to Memphis: The Essential 60’s Masters und 1995 Walk a Mile in My Shoes: The Essential 70’s Masters. Beide trugen wesentlich zu einer Reevaluierung von Presleys Musik der 1960er und 1970er Jahre bei. Im Herbst 2010 setzte Jorgsensen diese Arbeit fort mit der auflagenlimitierten Deluxe-Box The Complete Elvis Presley Masters, die alle 711 zu Lebzeiten veröffentlichten Songs sowie 103 Raritäten auf 30 CDs in optimierter Klangqualität enthält, begleitet von einem Hardcover-Buch mit kommentierter Diskografie, vielen Fotos und Artwork der Original-Alben.
Zum 25. Todestag von Presley 2002 gelang Jorgensen und RCA/BMG ein regelrechter Coup mit der Herausgabe der CD Elvis 30 #1 Hits, die sich in 17 Ländern – den USA, Großbritannien, Kanada, Frankreich, Australien, Brasilien, Spanien, Belgien, Argentinien, Neuseeland, Irland, Dänemark, Schweden, Chile, Schweiz, Australien und den Vereinigten Arabischen Emiraten – sofort von 0 auf Platz 1 der Album-Charts setzte. Selbst in den USA war das Elvis Presleys erstes Top-Chart-Debüt in dieser unmittelbaren Form. Etwas später erreichte Elvis 30 #1 Hits in weiteren Nationen die Top-Platzierung. Mit dem posthumen Album-Charttopper  Elvis 30 #1 Hits ist Presley seit 2002 einer der wenigen Solokünstler (neben Barbra Streisand), der in vier verschiedenen Jahrzehnten (1950er, 1960er, 1970er und 2000er Jahre) die Pop-Album-Charts toppen konnte, zum anderen hält er mit 46 Jahren den Rekord für die längste Zeitspanne zwischen seiner ersten und seiner letzten Top-Albumplatzierung.
Die CD enthielt als Bonus den sehr erfolgreichen Remix des Songs A Little Less Conversation, den der niederländische DJ JXL für die Werbekampagne des Sportartikelherstellers Nike zur Fußballweltmeisterschaft produziert hatte. Diesen Song hatte Presley ursprünglich 1968 für einen seiner letzten Filme Live a Little, Love a Little (dt. Liebling, lass das Lügen) und etwas später in einer zweiten, rockigeren Version für das sogenannte Comeback-Special Elvis eingespielt. Die rockigere Version erschien offiziell erst in den 1990er Jahren bei RCA/BMG. A Little Less Conversation war zu Lebzeiten Presleys nie ein Hit, der Remix von JXL unter dem Titel Elvis vs. JXL – A Little Less Conversation, der auf der rockigeren Version basiert, konnte sich hingegen 2002 in über 20 Ländern an die Spitze der Charts setzen. In den USA wurde der Remix daraufhin bei einer Reihe von TV-Serien und Filmen eingesetzt, nachdem Presleys Originalversion 2001 schon auf dem Soundtrack des Filmerfolgs Ocean’s Eleven um die Welt gegangen war.
Elvis 30 #1 Hits folgten weitere erfolgreiche CD-Veröffentlichungen wie 2nd to None im Jahr 2003. 2005 stürmte Elvis Presley zudem in Großbritannien mit den Reissues von Jailhouse Rock, I Got Stung/One Night und It’s Now Or Never, die anlässlich seines 70. Geburtstages dort neu herauskamen, die Top-Position der Single-Charts. Damit schlägt er die Beatles mit 21 Nummer-1-Hits in deren Heimat, in den US-Pop-Charts liegen die Fab Four weiterhin vorne.
Zusätzlich zu den erfolgreichen Veröffentlichungen für die breite Zuhörerschaft gründete RCA 1999 unter der Leitung von Ernst Jorgensen das Label Follow That Dream, das sich in erster Linie an den festen Kern der Sammler wendet. Die Follow That Dream-CDs und in geringem Umfang auch LPs sind meist nicht über den regulären Handel zu beziehen, sondern ausschließlich über Fanclubs. Zwischen 1999 und Ende 2022 erschienen insgesamt 249 Publikationen unter dem Dach des Labels. Follow That Dream unterhält verschiedene Serien, darunter die Neuauflage der klassischen Alben mit hochwertigen Booklets und bisher unveröffentlichten Alternativversionen als Bonus-Tracks. Dabei geben die mitgeschnittenen Dialoge zwischen Presley und den Musikern im Studio Einblicke in die Arbeitsweise und die Weiterentwicklung der Songs, die von Aufnahme zu Aufnahme zu hören ist. Neben der klassischen Serie werden zudem Soundboard-Mitschnitte von Live-Konzerten herausgegeben, Soundtrack-CDs sowie CDs, die thematisch nach verschiedenen Gesichtspunkten geordnet sind, zum Beispiel Aufnahmen, bei denen Presley mit Freunden rein zum Privatvergnügen sang und die nie für eine Veröffentlichung gedacht waren. Die Veröffentlichungen von Follow That Dream leisten letztlich auch einen Beitrag zur Vervollständigung der Biografie Elvis Presleys, da sie so manchen kolportierten Mythos über Konzerte und Aufnahmesessions – so zum Beispiel über die Jungle Room Sessions 1976 – in einem anderen Licht erscheinen lassen.